# Édouard Debat-Ponsan

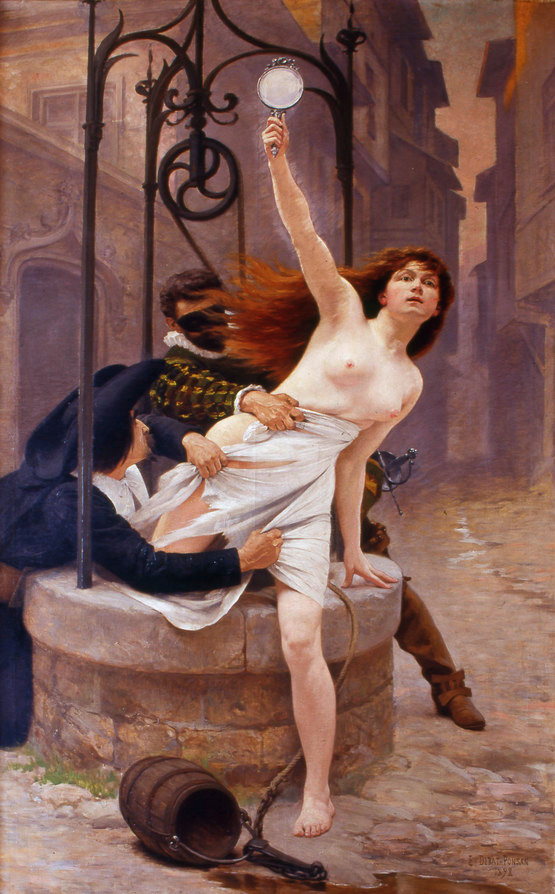
La Vérité sortant du puits, (Prawda wychodząca ze studni) – alegoria Prawdy, którą starają się zatrzymać ksiądz i żołnierz, obraz nawiązuje do walki o uwolnienie niesłusznie uwięzionego oficera – Alfreda Dreyfusa

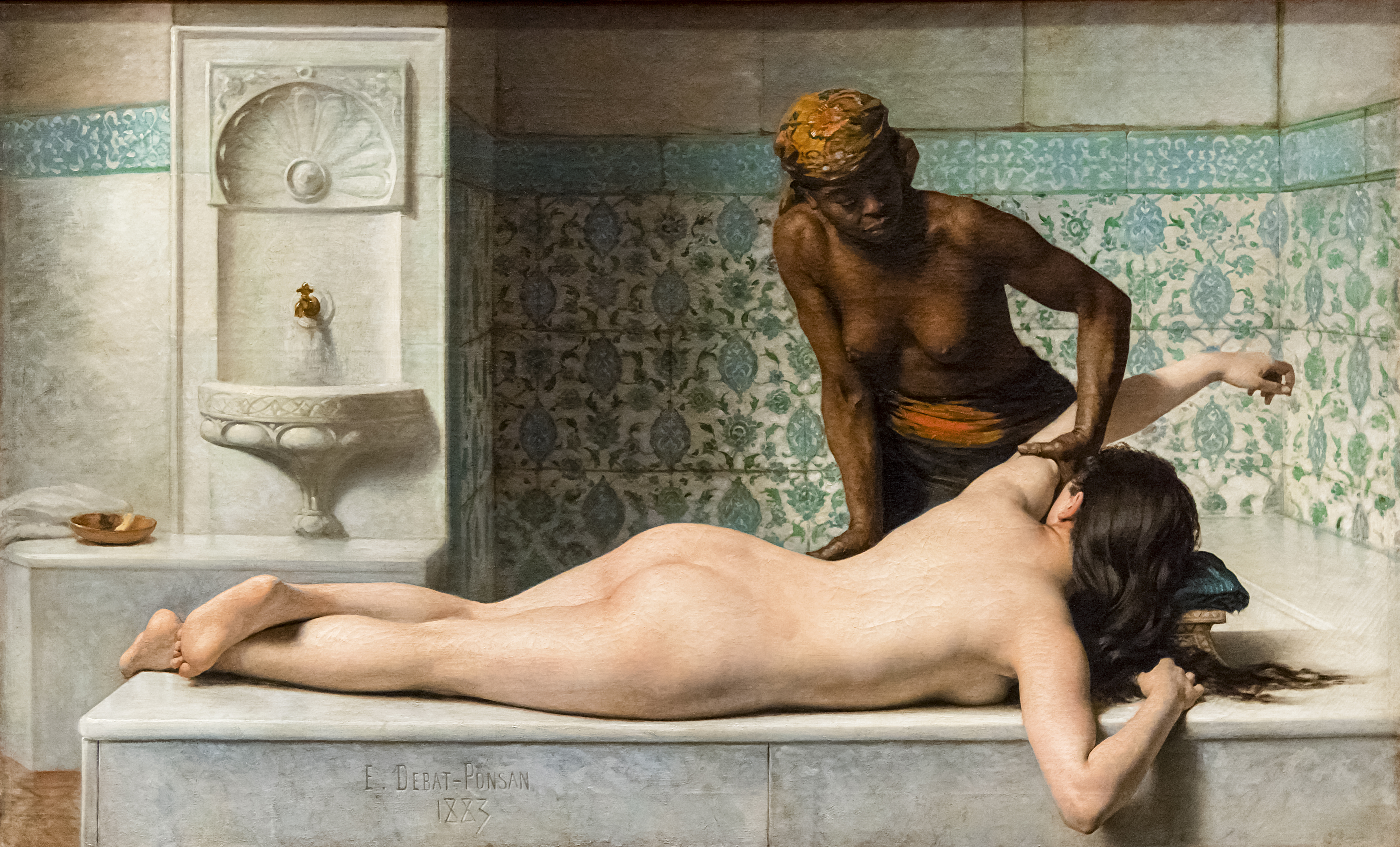
Masaż, 1883; obraz wzbudził wiele kontrowersji w paryskim Salonie ze względu na erotyczną wymowę

Édouard Bernard Debat-Ponsan (ur. 25 kwietnia 1847 w Tuluzie, zm. 29 stycznia 1913 w Paryżu) – francuski malarz akademicki.
Kształcił się początkowo w Tuluzie, studia kontynuował w École des Beaux-Arts u Alexandra Cabanela. W 1873 zdobył drugą nagrodę w konkursie Grand Prix de Rome, która nie dawała możliwości wyjazdu do Rzymu. Ostatecznie uzyskał stypendium Instytutu i mógł odwiedzić Włochy. Zadebiutował w paryskim Salonie w 1870, zdobył popularność jako modny portrecista, pracował dla ministrów, generałów i ambasadorów. Po podróży do Turcji w latach 1882–1883 interesował się przez pewien czas tematyką orientalną. Debat-Ponsan poruszał przede wszystkim typowe dla malarzy akademickich tematy mitologiczne i historyczne, wykonywał też obrazy religijne na wyposażenie kościołów i katedr, zajmował się również malarstwem dekoracyjnym. Ponadto, szczególnie pod koniec życia, malował sceny wiejskie przedstawiające życie prostych ludzi, pejzaże i zwierzęta, w tym celu często wyjeżdżał na wieś w okolice Tuluzy. W pracach tych malarz jednoznacznie odchodził od tradycyjnego malarstwa akademickiego na rzecz realizmu reprezentowanego np. przez Gustave'a Courbeta.
Édouard Bernard Debat-Ponsan miał radykalne, republikańskie poglądy, co nie przysparzało mu klientów wśród arystokracji i wysokich urzędników. Wyróżniał się odwagą, brał udział w wojnie francusko-pruskiej. Odmówił przyjęcia medalu na wystawie światowej w 1889, gdy uznał, że miały miejsce nieprawidłowości w czasie jej przyznawania. W trakcie wielkiego skandalu politycznego nazwanego aferą Dreyfusa stanął po stronie intelektualistów francuskich broniących niesłusznie skazanego oficera Alfreda Dreyfusa. Opowiedział się tym samym po stronie kręgów republikańskich, antymonarchistycznych i antyklerykalnych, na których czele stał pisarz Emil Zola.
W 1870 artysta ożenił się z Małgorzatą Garnier, para miała troje dzieci. Ich syn Jacques Debat-Ponsan (1882–1942) był znanym architektem i laureatem nagrody Prix de Rome w 1912. Natomiast wnuk Michel Debré był współpracownikiem Charles'a de Gaulle'a i premierem Francji w latach 1959–1962.

## Wybrane prace
- Le Massage scene de Hammam (Masaż, scena w łaźni), 1883, Musee des Augustins, Tuluza,
- Portret M. G. Brousteta, 1897, Musee des Augustins, Tuluza,
- Święty Paweł przed Areopagiem, 1877, kościół w Courbevoie,
- Daniel w jaskini lwów, 1875, katedra w Mirande,
- Toaleta Cyganki, 1896, kolekcja prywatna,
- Flirt, 1896, kolekcja prywatna.